# Ангел Чолаков
Ангел Чолаков е български свещеник, революционер и политик.

## Биография
Роден е през 1851 година в с. Новаково, Станимашко. До 1870 г. учителства в своето родно село, заедно с Александър Груев, брат на видния просветител от епохата на Възраждането Йоаким Груев.
Около 1870 г. Ангел приема свещеническия сан в Цариград. След това семейството му се установява за постоянно в Новаково, но самият той е свещеник в своето родно село сравнително кратко време.
Участва в националното движение и става член на БРЦК. Среща се с Левски и ръководи тайния революционен комитет в селото. Поп Ангел Чолаков посреща княз Дондуков-Корсаков, включва се активно в сраженията с башибозушките банди на Сенклер, негодува срещу решението на Берлинския договор. Въпреки духовната си служба става член на БТЦРК за организиране на съединението на Княжество България с Източна Румелия и е сред първите му организатори в своя край, за което в продължение на 2,5 години не му разрешават да стъпи в църквата. В деня на Съединението влиза триумфално в Пловдив върху седлото на белия кон, с гола сабя в едната ръка и със сребърен кръст в другата, а пред конака осветява Съединението.
След Съединението Ангел Чолаков продължава своята активна обществена дейност. Кризата, в която се оказва България по онова време, има своите конкретни параметри – Русия иска детронацията на княз Батенберг. Изборите през май 1886 г. се очертават като ключови за страната. Затова руските дипломати се заемат да провокират размирици, като целта е те да станат повод за руска окупация. Тъй като името му е добре известно като „героя от Съединението“, след провала на Либералната партия на изборите на 11 май 1886 г. в Хаджи Елес (дн. гр. Първомай) поп Ангел е сред кандидатите на допълнителните избори, предвидени за 18 (31) май 1886 г.
В изборния ден, малко преди да започне гласуването, русофили обкръжават къщата, в която се намира Ангел Чолаков. С думите: “Да живей Русия и руския цар, той ще ни купи волове, няма да взема данък, а поп Ангел е против Русия;“ те линчуват свещеника. Селяните са насъскани от русофилите, които ги лъжат, че селата им ще останат в Турция, защото новата граница след Съединението щяла да минава по р. Марица. Така Чолаков е убит на 35-годишна възраст.
След убийството му Захари Стоянов пише във вестник „Независимост“: „Умря поп Ангел, не съществува вече героят от Шестий септември, млъкнаха вече устата, които проповядваха по широкия Конуш словото Божие, словото на свободата и самостоятелността“.